# Rachunek zdaniowy
Rachunek zdaniowy – system formalny w zbiorze formuł pewnego języka zdaniowego.
Rachunek zdaniowy {\displaystyle \langle {\mathcal {L}},R,A\rangle } jest inwariantny, jeśli
1. {\displaystyle \mathbf {Sb} _{\mathcal {L}}(A)=A}
2. {\displaystyle \langle h\,{\grave {}}\,{\grave {}}\,\Pi ,h(\delta )\rangle \in r,} dla {\displaystyle \langle \Pi ,\delta \rangle \in r\in R\;\;,\qquad h\,\qquad {}} – automorfizm algebry języka.

Reguły spełniające warunek z punktu 2. powyżej, nazywane są regułami inwariantnymi.
Uwaga: Reguła podstawiania {\displaystyle \mathbf {r} _{\star }({\mathcal {L}})} w nietrywialnym języku {\displaystyle {\mathcal {L}}} nie jest inwariantna!
Przyjrzyjmy się dlaczego.
Niech {\displaystyle {\mathfrak {f}}} będzie dowolnym spójnikiem rozważanego języka i niech {\displaystyle p\neq q\in \mathbf {P} .}
Wówczas {\displaystyle \langle p,q\rangle \in \mathbf {r} _{\star }({\mathcal {L}}),} chociaż
{\displaystyle \langle {\mathfrak {f}}\overbrace {p\ldots p} ^{\varsigma ({\mathfrak {f}})},q\rangle \not \in \mathbf {r} _{\star }({\mathcal {L}}).}
Operatory konsekwencji rachunków inwariantnych są strukturalne.
Każdy strukturalny operator konsekwencji wyznaczony jest przez inwariantny rachunek zdaniowy.
Matryca Lindenbauma rachunku inwariantnego jest dla niego adekwatna.